# Horst Skoff
Horst Skoff (Klagenfurt, 22 augustus 1968 – Hamburg, 7 juni 2008) was een tennisser uit Oostenrijk.

## Loopbaan
Skoff begon zijn beroepscarrière in 1985. Hij won vier ATP-toernooien in het enkelspel waaronder als eerste Oostenrijker het ATP-toernooi van Wenen in 1988 door in de finale zijn landgenoot Thomas Muster te verslaan. Daarnaast was hij succesvol in twee ATP-toernooien in het dubbelspel. Ook heeft Skoff een van de langste Daviscuppartijen (sinds de invoering van de Tiebreak) op zijn naam staan.
In 1990 won Skoff na 6 uur en 4 minuten van Mats Wilander met 6-7(5), 7-6(7), 1-6, 6-4, 9-7.
In de periode 1986–1994 maakte Skoff deel uit van het Oostenrijkse Davis Cup-team – hij vergaarde daar een winst/verlies-balans van 22–17.
Op 39-jarige leeftijd overleed de Oostenrijker op een zakenreis in Hamburg aan de gevolgen van een hartaanval.

## Palmares
| Legenda                       | Legenda               |
| ----------------------------- | --------------------- |
| Grand Slam                    |                       |
| Olympische Spelen             |                       |
| tot 2009                      | vanaf 2009            |
| Tennis Masters Cup            | ATP Finals            |
| ATP Masters Series            | ATP Tour Masters 1000 |
| ATP International Series Gold | ATP Tour 500          |
| ATP International Series      | ATP Tour 250          |

### Enkelspel
| Nr.              | Datum      | Toernooi      | Ondergrond | Tegenstander in finale | Score              |         |
| ---------------- | ---------- | ------------- | ---------- | ---------------------- | ------------------ | ------- |
| gewonnen finales |            |               |            |                        |                    |         |
| 1.               | 1988-06-13 | ATP Athene    | Gravel     | Bruno Orešar           | 6-3, 2-6, 6-2      | details |
| 2.               | 1988-10-17 | ATP Wenen     | Tapijt (i) | Thomas Muster          | 4-6, 6-4, 6-3, 6-2 | details |
| 3.               | 1990-09-10 | ATP Genève    | Gravel     | Sergi Bruguera         | 7-6(8), 7-6(4)     | details |
| 4.               | 1993-07-05 | ATP Båstad    | Gravel     | Ronald Agénor          | 7-5, 1-6, 6-0      | details |
| verloren finales |            |               |            |                        |                    |         |
| 1.               | 1989-05-08 | ATP Hamburg   | Gravel     | Ivan Lendl             | 6-4, 6-1, 6-3      | details |
| 2.               | 1989-07-07 | ATP Praag     | Gravel     | Marcelo Filippini      | 7-5, 7-6(4)        | details |
| 3.               | 1989-09-18 | ATP Barcelona | Gravel     | Andrés Gómez           | 6-4, 6-4, 6-2      | details |
| 4.               | 1990-10-15 | ATP Wenen     | Tapijt (i) | Anders Järryd          | 6-3, 6-3, 6-1      | details |
| 5.               | 1991-06-10 | ATP Florence  | Gravel     | Thomas Muster          | 6-2, 6-7(2), 6-4   | details |
| 6.               | 1991-09-09 | ATP Genève    | Gravel     | Thomas Muster          | 6-2, 6-4           | details |
| 7.               | 1994-06-04 | ATP Båstad    | Gravel     | Bernd Karbacher        | 6-4, 6-3           | details |

### Mannendubbelspel
| Nr.              | Datum      | Toernooi         | Ondergrond | Partner           | Tegenstanders in finale         | Score         |         |
| ---------------- | ---------- | ---------------- | ---------- | ----------------- | ------------------------------- | ------------- | ------- |
| gewonnen finales |            |                  |            |                   |                                 |               |         |
| 1.               | 1986-09-19 | ATP Buenos Aires | Gravel     | Loïc Courteau     | Gustavo Luza Gustavo Tiberti    | 3-6, 6-4, 6-3 | details |
| 2.               | 1989-08-07 | ATP Praag        | Gravel     | Jordi Arrese      | Petr Korda Tomáš Šmíd           | 6-4, 6-4      | details |
| verloren finales |            |                  |            |                   |                                 |               |         |
| 1.               | 1988-05-16 | ATP Florence     | Gravel     | Claudio Pistolesi | Javier Frana Christian Miniussi | 7-6, 6-4      | details |
| 2.               | 1988-08-08 | ATP Praag        | Gravel     | Thomas Muster     | Petr Korda Jaroslav Navrátil    | 7-5, 7-6      | details |
| 3.               | 1990-04-16 | ATP Nice         | Gravel     | Marcelo Filippini | Alberto Mancini Yannick Noah    | 6-4, 7-6      | details |
| 4.               | 1990-08-06 | ATP Kitzbühel    | Gravel     | Francisco Clavet  | Javier Sánchez Éric Winogradsky | 7-6, 6-2      | details |

## Resultaten grandslamtoernooien
| Legenda | Legenda                          |
| ------- | -------------------------------- |
| g.t.    | geen toernooi gehouden           |
| l.c.    | lagere categorie                 |
| –       | niet deelgenomen                 |
| G       | uitgeschakeld in de groepsfase   |
| 1R      | uitgeschakeld in de eerste ronde |
| 2R      | uitgeschakeld in de tweede ronde |
| 3R      | uitgeschakeld in de derde ronde  |
| 4R      | uitgeschakeld in de vierde ronde |
| KF      | uitgeschakeld in de kwartfinale  |
| HF      | uitgeschakeld in de halve finale |
| F       | de finale verloren               |
| W       | het toernooi gewonnen            |
| w-v     | winst/verlies-balans             |

### Enkelspel
| Toernooi        | 1986 | 1987 | 1988 | 1989 | 1990 | 1991 | 1992 | 1993 | 1994 | 1995 |
| --------------- | ---- | ---- | ---- | ---- | ---- | ---- | ---- | ---- | ---- | ---- |
| Australian Open | –    | –    | 1R   | –    | –    | 1R   | 1R   | 1R   | –    | 1R   |
| Roland Garros   | –    | 2R   | 1R   | 2R   | –    | 2R   | 1R   | 1R   | –    | –    |
| Wimbledon       | –    | 1R   | 1R   | 1R   | –    | 2R   | –    | 1R   | –    | –    |
| US Open         | 1R   | –    | 1R   | 1R   | –    | 2R   | 1R   | –    | –    |      |

### Mannendubbelspel
| Toernooi        | 1988 | 1989 |
| --------------- | ---- | ---- |
| Australian Open | –    | –    |
| Roland Garros   | –    | 1R   |
| Wimbledon       | –    | –    |
| US Open         | 1R   | 1R   |